# Luana Patten
Luana Patten (Long Beach, 6 de julho de 1938 – Long Beach, 1 de maio de 1996) foi uma atriz estadunidense de cinema.

## Carreira
Luana Patten, nasceu em Long Beach, Califórnia, para Harvey T. Patten e Alma (nascida Miller) Patten, nativos de Enid, Oklahoma. A partir dos 3 anos ela era uma jovem modelo e, mais tarde, foi contratado pelo Walt Disney. Patten, ela fez sua primeira aparição em um filme de Joel Chandler Harris's 1946 musical Canção do Sul com Bobby Driscoll. Eles também apareceram juntos na Canção do Sul", irmã de filme Tão Caros ao Meu Coração.
Em 1959, atuou em "Abbie Fenton" no episódio "a Chamada de Seu Tiro" Wanted: Dead of Alive, estrelado por Steve McQueen e o mesmo ano em  "Ruth" em "A Ruth Marshall História" temporada 3, episódio 13 do Vagão de Trem que foi ao ar 30 de Dezembro, de 1959. Em 1960, também participou da  "Libby Halstead" em Vincente Minnelli's Casa da Colina.

## A morte
Luana Patten morreu de insuficiência respiratória em sua casa em Long Beach, Califórnia, com 57 anos. Seu corpo está enterrado no Forest Lawn Memorial Park, em Long Beach, Califórnia.

## Selecione filmografia
- Canção do Sul (1946) como Ginny Favers
- Pouco Mister Jim (1947) como Missey Choosey Glenson
- Diversão e Fantasia Livre (1947) como ela Mesma
- Melodia Tempo (1948) como ela Mesma
- Tão Caros ao Meu Coração (1948) como Tildy
- Rocha, Pretty Baby (1956) como Joan Wright
- Johnny Tremain (1957) como Priscila Lapham
- Joe Dakota (1957) como Jody Weaver
- O Inquieto Anos (1958) como Polly Fisher
- Os Jovens Cativos (1959) como Ann Howel
- A casa da Colina (1960) como Libby Halstead
- A Caixa de Música de Garoto (1960) como Margaret Shaw
- Ir Nu no Mundo (1961) como Yvonne Stratton
- O Pequeno Pastor de Kingdom Come (1961) como Melissa Turner
- Um Trovão de Tambores (1961) como Tracey Hamilton
- Tiroteio em Grande Sag (1962) como Hannah Hawker
- Siga-Me, Rapazes! (1966) como Nora Branco
- Eles Correram por Suas Vidas (1968) como Barbara Collins
- Grotesque" (1988) como a Velha Senhora (papel filme)